# Olga Housková
Olga Housková, rodným jménem Olga Jílovská (24. září 1919 Praha – 18. prosince 2015 Praha) byla česká fotografka.

## Život
Narodila se jako jedno z dvojčat manželům Jílovským. Jejich otcem byl kabaretiér a redaktor Rudolf Jílovský, matkou novinářka Staša Jílovská. Jejím dvojčetem pak je sestra Staša.
Spolu se sestrou vystudovala Státní grafickou školu u profesorů Jaromíra Funkeho a Josefa Ehma. Sestry společně založily v roce 1939 fotografický ateliér Fotografie OKO, jehož vznik podpořili finančně jejich otec i tehdejší partner jejich matky Adolf Hoffmeister.
Během nacistické okupace oficiálně vedla ateliér. Tehdy se seznámila s hercem Karlem Houskou, který jí rovněž pomáhal s pracemi v ateliéru. Po svatbě se jim narodily tři dcery. Jednou z nich je významná česká hispanistka, prof. Anna Housková.
Po uzavření ateliéru komunistickým režimem v roce 1949 se stala divadelní fotografkou Divadla na Vinohradech.

## Výstavy
- 2015 FOTO OKO : Staša Fleischmannová, Olga Housková, Praha, Leica Gallery, kurátor: Josef Moucha, 10. 4. — 14. 6. 2015[2]
- 2015 Žačky Státní grafické školy v Praze, Praha, Galerie Josefa Sudka, kurátor: Jan Mlčoch, 16. 7. — 11. 10. 2015